# Fastlane People
Fastlane People är det andra studioalbumet av den svenska trance-duon, Antiloop. Den släpptes den 24 maj 2000 av Stockholm Records, och nådde plats 8 på Sverigetopplistan.
Albumet har vunnit en grammis i kategorin Årets Klubb/Dans, 2001. På skivan finns låten Catch Me, där Timbuktu står för rap.

## Kritiskt mottagande
Nöjesguiden gav albumet 4/6 och beskrev:
| ”             | Antiloop gör genomgående kliniskt ren och totalt rotlös musik som på samma gång känns lika futuristiskt overklig och folkligt självklar som en mobiltelefon på en badstrand. Allt musiken vill är att blända, imponera, bräcka, underhålla och den gör det synnerligen effektivt. | „ |
| – Nöjesguiden | |   |

## Låtlista
Alla låtar är skrivna och komponerade av Antiloop. 
| Nr           | Titel                         | Längd |
| ------------ | ----------------------------- | ----- |
| 1.           | Start Rockin'                 | 3:29  |
| 2.           | Autoload                      | 6:03  |
| 3.           | Only U                        | 3:21  |
| 4.           | So Good                       | 4:31  |
| 5.           | Let Your Body Free            | 3:04  |
| 6.           | Catch Me (Featuring Timbuktu) | 3:21  |
| 7.           | Fantasy                       | 4:52  |
| 8.           | Fastlane People               | 6:36  |
| 9.           | Speak 'n' Spell               | 5:38  |
| 10.          | Sound                         | 6:45  |
| Total längd: | Total längd:                  | 57:07 |

## Medverkande
Platser
- Inspelad i studion The Rebel's Room, Stockholm.

Musiker
- David Westerlund – Huvudproducent
- Robin Söderman – Huvudproducent
- Jason Michael Bosak Diakité – text och sång på "Catch Me"
- Ola Håkansson - Exekutiv producent
- Åsa Winzell – Mastring "Start Rockin'", "Only U" och "Speak 'n' Spell"
- Henrik Jonsson – Mastring övriga spår

Omslagsdesign
- Calle Stoltz – Alla fotografier förutom arkitekturfoton
- Bobby United – Arkitekturfotografier och omslagsdesign

## Topplistor
| Land                              | Placering |
| --------------------------------- | --------- |
| Finland (Suomen virallinen lista) | 19        |
| Sverige (Sverigetopplistan)       | 8         |

## Release-historia
| Region   | Datum       | Format          | Skivbolag             |
| -------- | ----------- | --------------- | --------------------- |
| Sverige  | 24 maj 2000 | CD              | Stockholm Records     |
| Europa   | Maj 2000    | CD              | Stockholm Records     |
| Ryssland | Okänd       | CD, kassettband | Universal Music Group |

## Framträdanden i media
I Lukas Moodyssons film Lilja 4-ever finns två Antiloop-låtar från albumet med i filmen: "Only U" och "Let Your Body Free".

## Sampler
Sampler släpptes som ett demoalbum av Fastlane Peolpe.

## Låtlista
Alla låtar är skrivna och komponerade av Antiloop. 
| Nr           | Titel                | Längd |
| ------------ | -------------------- | ----- |
| 1.           | "Start Rockin'"      | 3:27  |
| 2.           | "Only U"             | 3:19  |
| 3.           | "Fantasy             | 4:51  |
| 4.           | "Let Your Body Free" | 3:03  |
| 5.           | "Speak 'n' Spell"    | 5:37  |
| Total längd: | Total längd:         | 20:26 |